# Vîten, Ratne
Vîten (în ucraineană Витень) este un sat în comuna Vîsocine din raionul Ratne, regiunea Volînia, Ucraina.

## Demografie
Componența lingvistică a localității Vîten
     Ucraineană (100%)
Conform recensământului din 2001, toată populația localității Vîten era vorbitoare de ucraineană (100%).